# Стейнвейк, Хендрик ван Старший
Хендрик ван Стейнвейк Первый, или Хендрик ван Стенвейк Старший (нидерл. Hendrick van Steenwijk I; ок. 1550, Кампен — 1603, Франкфурт-на-Майне) — нидерландский живописец и гравёр, художник-декоратор, мастер архитектурных перспектив.

## Биография
Хендрик ван Стейнвейк родился в Кампене около 1550 года, в провинции Оверэйссел в Нидерландах. Учился рисунку и живописи у отца, Хендрика ван Стейнвейка, был учеником художника Эрнста Мелера, затем архитектора Ганса Вредемана де Вриса. Известно также, что он работал в Экс-ла-Шапель (Ахене, 1573—1576), в Антверпене (1577—1585) и с 1586 года во Франкфурте-на-Майне. Ван Стейнвейк считается одним из пионеров жанра архитектурного интерьера в живописи и графике, жанра, популярного во времена Золотого века Голландии. Помимо того, что он стоял у истоков нового живописного жанра, он выполнял свои работы с особым вниманием к эффектам естественного освещения и глубине перспективы, гораздо более выраженным, чем в работах его учителя Вредемана де Вриса.
В 1570 году политическая и религиозная ситуация в Южных Нидерландах стала сложной. Стейнвейк последовал за своим учителем Гансом Вредеманом де Врисом, который отправился в изгнание в Экс-ла-Шапель. Именно там в 1573 году он создал первую известную картину «церковного интерьера». Эта работа представляет собой круговое изображение в соответствии с законами перспективы, которым научил его мастер. В Ахене много изгнанников. В 1573 году Стейнвейк женился на дочери Мартина Ван Фалькенбока, Хелене. В 1580 году у него родился сын Хендрик, в будущем художник Хендрик ван Стейнвейк Младший.
Примерно в июне 1586 года он испытал новое изгнание во Франкфурт-на-Майне, где и скончался в 1603 году. Франкфурт был тогда процветающим городом, куда художники прибыли, чтобы пополнить большую фламандскую общину. Несмотря на то, что город находится далеко от Антверпена, Стейнвейк написал там множество картин, изображающих виды интерьеров церквей, которые напоминали ему родной Антверпен.
Сын Стейнвейка Первого, или Старшего, Хендрик ван Стейнвейк Младший (1580—1649) писал архитектурные интерьеры в «итальянизирующем стиле». Был женат на художнице Сюзанне ван Стенвейк, которая также писала архитектурные виды.
Под фамилией Стейнвейк в Нидерландах известно много художников, в частности Хармен (1612—после 1656) и Питер ван Стейнвейк (?) — голландские живописцы натюрмортов, которые работали в Делфте и Лейдене. Продолжателями жанра архитектурных перспектив в нидерландской живописи считаются Герард Хаукгест, Питер ван Бронкхорст и Дирк ван Делен.

## Галерея

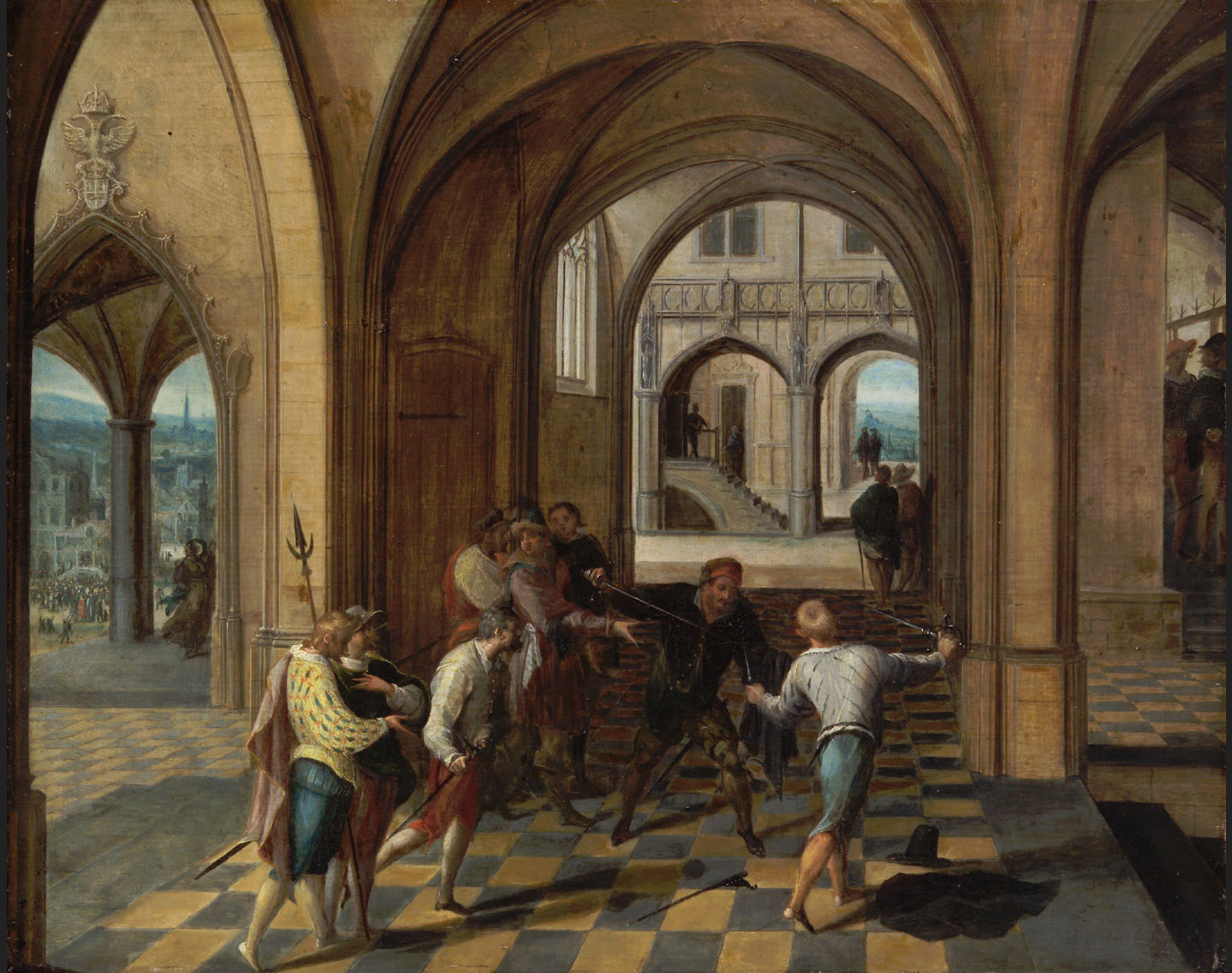
Дуэль. Ок. 1600. Дерево, масло. Музей истории искусств, Вена
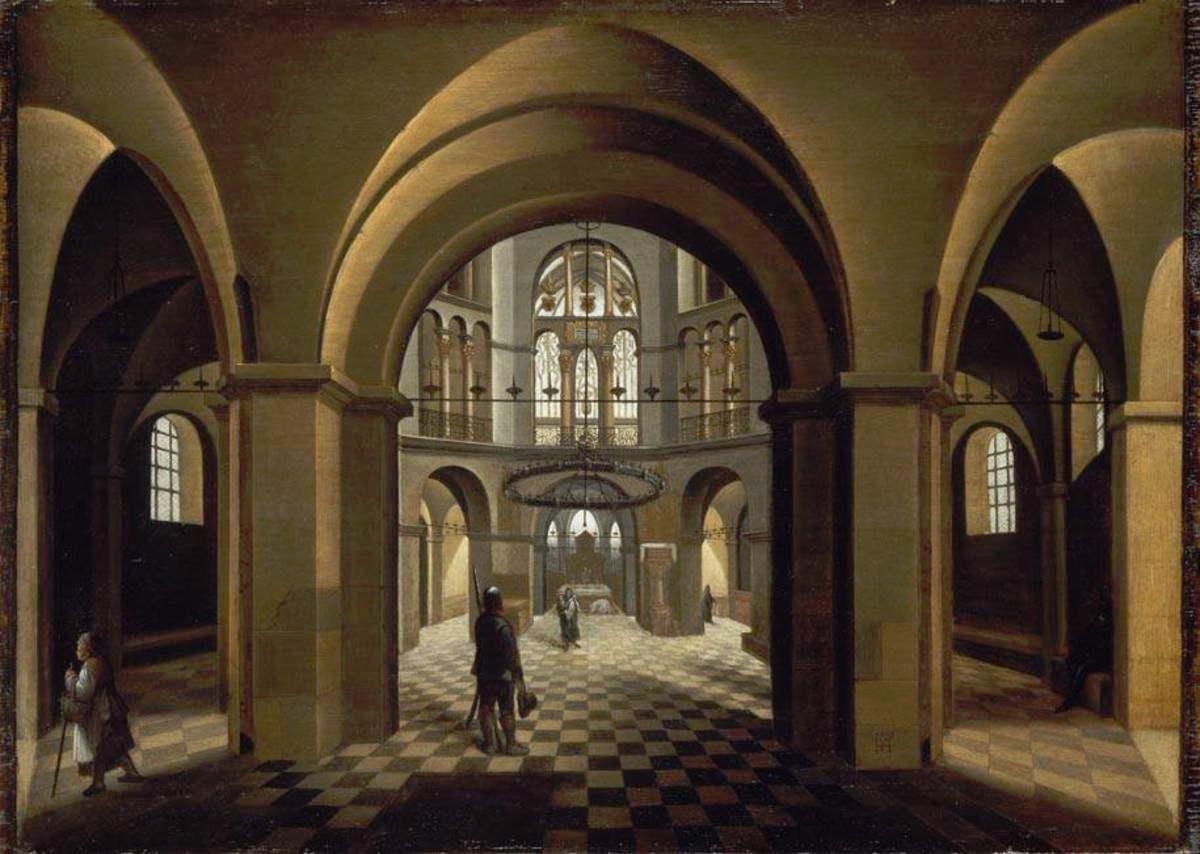
Интерьер собора в Ахене. 1573. Дерево, масло. Баварские государственные собрания картин, Мюнхен
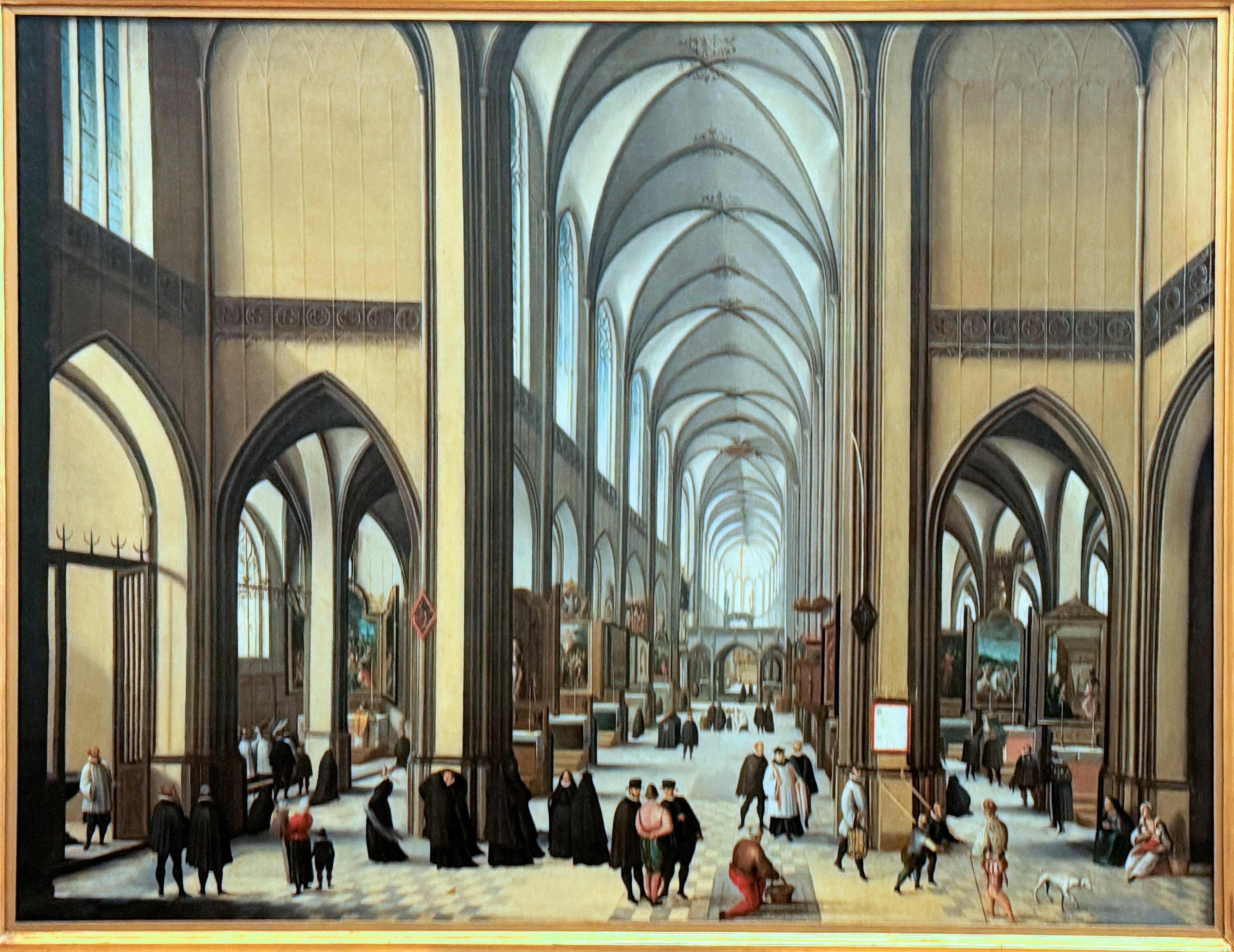
Внутренний вид средневековой церкви. 1585. Дерево, масло. Кунстхалле, Гамбург
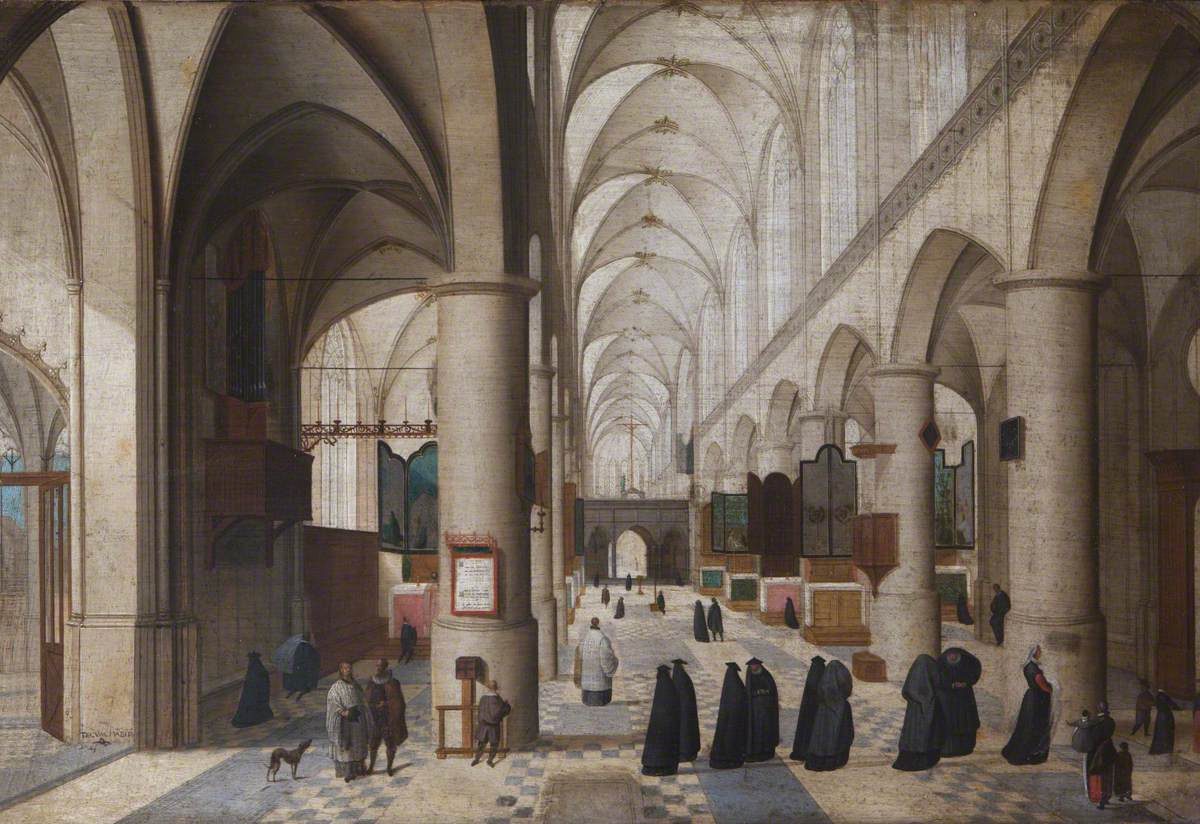
Воображаемый вид собора в Антверпене. Между 1570 и 1599. Дерево, масло. Национальный фонд, Великобритания
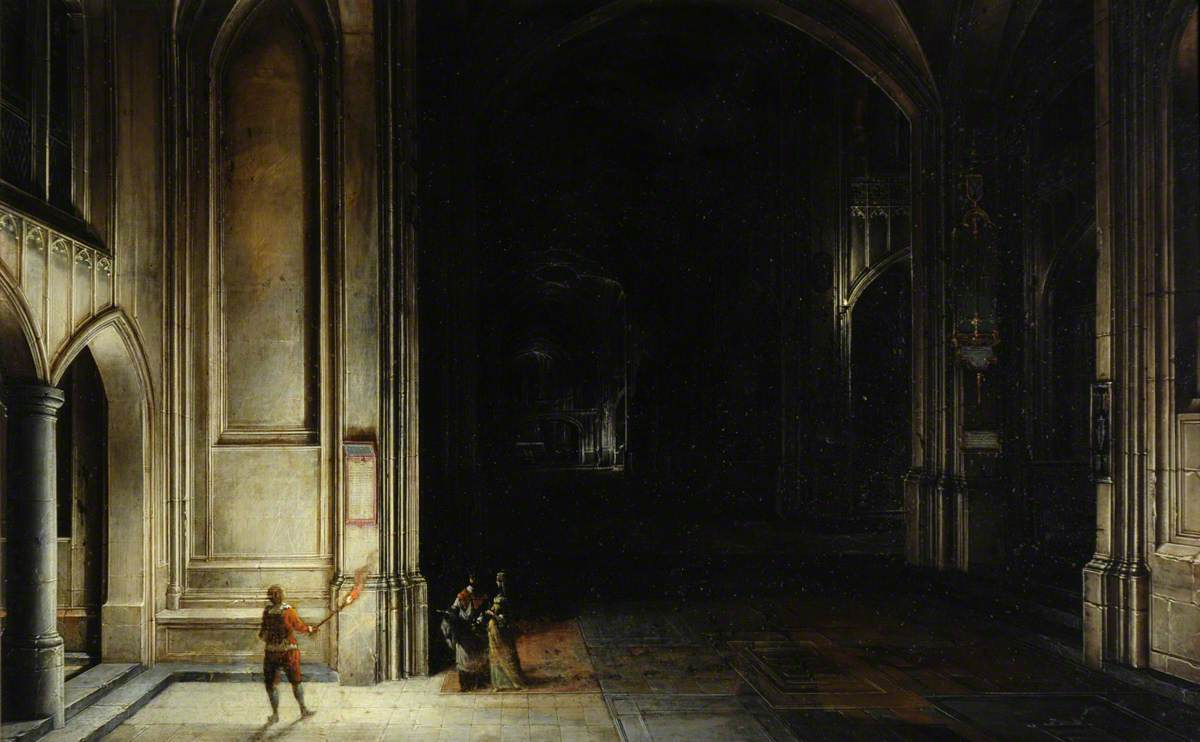
Хендрик ван Стейнвейк Младший. Интерьер церкви с фигурами. Между 1570 и 1599. Медь, масло. Национальный фонд, Великобритания